# صخرة (عجلون)
صخرة منطقة سكنية تقع في لواء قصبة عجلون، محافظة عجلون في الأردن. تنتمي المنطقة لقضاء صخرة الذي يضم 6 مناطق. يقدر عدد سكانها بـ 16667 نسمة حسب إحصاء 2015.

## الوصلات الخارجية
- دائرة الاحصاءات العامة